# Bassaouassa
Bassaouassa est une localité située dans le département de Ouahigouya de la province du Yatenga dans la région Nord au Burkina Faso.

## Géographie
Bassaouassa se trouve à 9 km au nord-ouest du centre de Ouahigouya, le chef-lieu de la province, à 3 km au sud-ouest de Roba, et à 2 km au sud de la route nationale 2.

## Santé et éducation
Le centre de soins le plus proche de Bassaouassa est le centre de santé et de promotion sociale (CSPS) de Roba tandis que le centre hospitalier régional (CHR) de la province se trouve à Ouahigouya.